# ننگ بشری
«ننگ بشری» (انگلیسی: The Human Stain) یک کتاب از فیلیپ راث است که توسط هاوتن مفلین هارکورت منتشر شد.
این کتاب، داستانی است که در آن «کولمن سیلک» به‌عنوان استاد یکی از دانشگاه‌های نیوانگلند، زندگی خوبی دارد. اما مدتی بعد همسرش را از دست می‌دهد و به داشتن عقاید نژاد پرستانه متهم می‌شود.  وی با زنی به نام «فانیا» آشنا می‌شود که مدتی بعد، عشق او به زن فاش شده و برایش رسوایی به بار می‌آورد و از طرفی معلوم می‌شود که خود او رنگین‌پوستی است که همیشه خودش را سفیدپوست معرفی می‌کرده است. این داستان سرشار از موضوعات به‌ظاهر بی‌اهمیت روزمره است.